# Lux-cat-club
Pour les articles homonymes, voir FFL.
Le Lux-Cat-Club Fédération féline luxembourgeoise LCCFFL (FFL) est la seule association et registre d'élevage s'occupant des chats de race au Luxembourg. Fondé en 1982 par Marc Pohl, le Lux-Cat-Club FFL applique les standards, les réglementations et les titres de la Fédération internationale féline (FIFé) depuis 1982.

## Histoire
Le club a été fondé le 5 novembre 1982 par un passionné, Marc Pohl. Il était propriétaire d'un Persan et participait à des expositions félines à l'étranger et décida d'en commencer l'élevage de Persans et de Siamois. Il prit la décision de créer l'association car aucun club luxembourgeois n'existait à l'époque.
En 1983, le Lux-cat-club s'associe à la Fédération internationale féline (FIFé). Sous la présidence de Marc Pohl, le club organisait deux à trois expositions annuelles.
En 1992 une ' Exposition Mondiale' fut même organisée à Luxembourg et elle rassembla pres d'un millier de chats venant de tous les pays.
Lorsque le fondateur décéda en 1994, c'est sa sœur, éleveuse de Devon Rex, qui reprit la fonction, qu'elle assume encore actuellement.
Des expositions internationales ont été organisées régulièrement. Le club a réalisé une exposition jubilé le 22 septembre 2002 à l'occasion du 20e anniversaire de l'association. Le 60e show qui a été réalisé par l'équipe expérimenté de longue date, a vu également un grand succès, avec près de 300 chats exposés en avril 2006.
Le 5.5.2019 le Lux Cat Club a organisé son 75 ième exposition de chats toutes races au Luxembourg, avec 250 chats exposés.

## Activités
Le Lux-Cat-Club gère le registre d'élevage. Il attribue des pedigrees aux chats de race. Il donne conseil aux éleveurs ainsi qu'aux interessés de chats de races, grâce à son expérience de longue date.

## Races reconnues

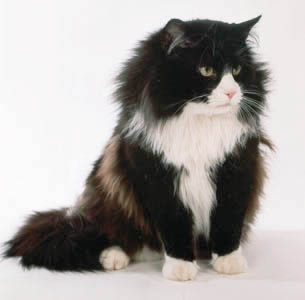
Norvégien

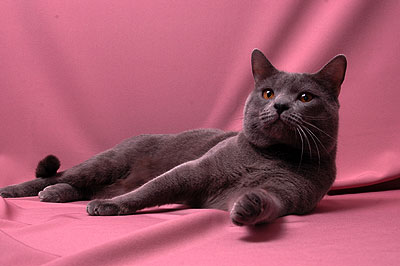
Chartreux

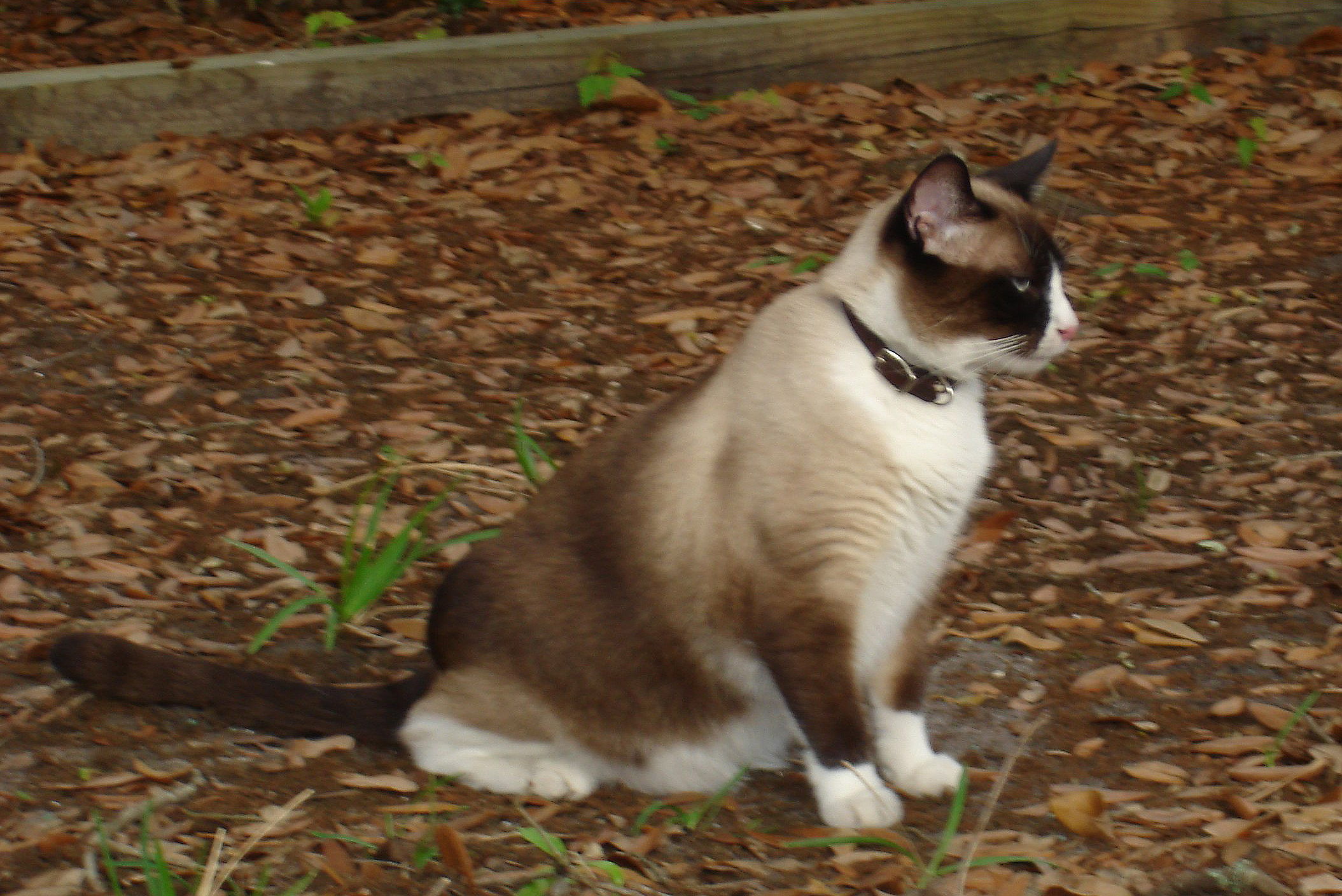
Snowshoe

Le Lux-cat-club applique les standards et réglementations de la Fédération Internationale Féline, FIFé. Il en va de même pour les races reconnues.

### Catégorie I
- Persan
- Exotic shorthair

### Catégorie II
- American curl (la FIFé différencie les American Curl à poil court et à poil mi-long)
- Angora turc
- Maine coon
- Bois Norvégien
- Ragdoll
- Sacré de Birmanie
- Sibérien
- Turc de Van
- Neva Masquerade

### Catégorie III
- Abyssin
- Bengal
- Bleu russe
- Bobtail japonais
- British shorthair
- Burmese
- Burmilla
- Chartreux
- Cornish rex
- Cymric
- Devon Rex
- Européen
- German rex
- Korat
- Kurilian bobtail (la FIFé différencie les Kurilian Bobtail à poil court et à poil mi-long)
- La Perm , Poil court et poil long
- Manx
- Mau égyptien
- Ocicat
- Peterbald
- Snowshoe
- Sokoké
- Somali
- Sphynx
- Don Sphynx
- Singapura

### Catégorie IV
- Balinais
- Oriental shorthair
- Oriental longhair, ancien nom Javanais
- Siamois
- Siamois avec blanc
- Balinais avec blanc